# Клименко, Андрей Витальевич
Андре́й Вита́льевич Климе́нко (укр. Андрій Віталійович Клименко; род. 13 сентября 1977, Львов) — украинский футболист, игравший на позиции защитника.

## Биография
Воспитанник львовского футбола, первый тренер — Остап Савка. Учился во львовском спортинтернате. С 1994 года — игрок футбольного клуба «Львов». В составе команды прошёл путь от переходной до первой лиги чемпионата, со временем став одним из основных игроков, проведя за «горожан» более 100 матчей. Своей игрой привлёк внимание клуба высшей лиги — полтавской «Ворсклы», куда перешёл в 1997 году. Дебютировал в элитном дивизионе 9 июля 1997 года, выйдя в стартовом составе в домашнем матче против «Кривбасса». Тем не менее надолго в Полтаве не задержался, спустя полгода стал игроком кировоградской «Звезды». По окончании сезона 1997/98 годов, по приглашению Виктора Пожечевского, с которым был знаком по выступлениям в «Ворскле», отправился в Туркменистан, где стал игроком ашхабадского «Копетдага». Проведя половину сезона в туркменской команде, в 1999 году вернулся на родину, подписав контракт с донецким «Металлургом», в составе которого провёл весеннюю часть чемпионата 1998/99 годов.
Летом 1999 года вернулся в родной «Львов», в котором провёл 2 хороших сезона в первой лиге. В 2001 году вернулся в «вышку», став игроком «Кривбасса», а спустя полгода — александрийской «Полиграфтехники», однако в составах этих команд не закрепился. В 2003 году снова отправился за границу, на этот раз — в Казахстан, где защищал цвета талдыкорганского «Жетысу». По возвращении в Украину, в 2004 году полгода провёл в ужгородском «Закарпатье», а затем снова стал игроком «Ворсклы». Последнюю игру на профессиональном уровне провёл в 2005 году, в составе команды «Горняк-Спорт» из Комсомольска.

### Сборная
В 1994 году, в составе сборной Украины завоевал бронзовые награды чемпионата Европы среди юношей (до 16 лет), проходившего в Ирландии

## Достижения
- Бронзовый призёр чемпионата Европы среди юношей (до 16 лет): 1994
- Серебряный призёр второй лиги Украины: 1994/95